# Марджъри Бриърли
Марджъри Флауърс Бриърли (на английски: Marjorie Flowers Brierley) е английски психоаналитик.

## Биография
Родена е на 24 март 1893 година в Англия. През 1916 започва обучението си в Юнивърсити Колидж и през 1921 получава BSc Hons (първи клас психология). Медицинската си степен получава през 1928 г. На следващата година се регистрира за медицинска практика. След това започва да се обучава за аналитик като преминава обучителна анализа с Джон Флугел (1922 – 1924) и Едуард Глоувър (1925 – 1927). Марджъри Брирли завършва обучението си през 1929 г., а на следващата година е редовен член, обучаващ аналитик, контролен аналитик и лектор в Британското психоаналитично общество.
Умира на 21 април 1984 година на 91-годишна възраст.